# De-Phazz

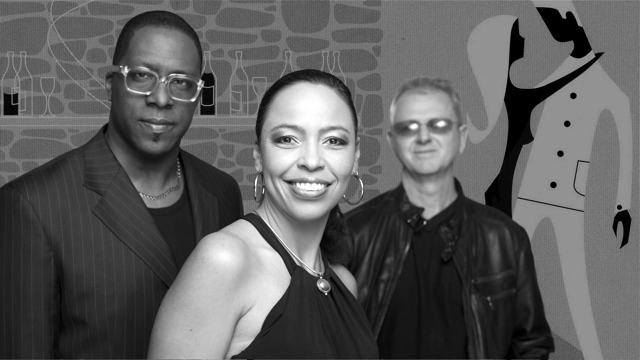
Integrantes de la banda DePhazz. De izquierda a derecha: Karl Frierson, Pat Appleton, Pit Baumgartner

De-Phazz es una banda de nu-jazz original de Alemania, fundada por Pit Baumgartner en 1997. El proyecto consiste en unir piezas musicales, creando música de gran belleza y fácil digestión. Se trata de un nu-jazz easy listening, en donde abundan influencias poperas y fondos trip-hop. Como puerta de entrada hacia el jazz electrónico la banda es, sin duda, una elegante fusión de ritmos tales como: soul, disco, break beat, dance, jazz, etc. Mezcla que sus seguidores definen como una suerte de "cocktail musical" generando así un particular electro-lounge.

## Historia
Comenzaron su carrera con Detunized Gravity (1998) álbum que concentra un jazz moldeado en fusión de un pop actual, contó con la presencia de los cantantes Karl Frierson, Barbara Lahr y Susan Horn, además del intérprete del trombón Otto Engelhard. Dos años más tarde aparece Godsdog, disco que integra al percusionista cubano Roy Randol que evidentemente hace de este álbum una muestra mucho más latinizada. Ya en el año 2001 se edita el tercer álbum Death by chocolate que rápidamente se convierte en el primer éxito comercial. Su cuarto álbum es Daily Lama (2002) supera las ventas del anterior y del mismo surgen tres experimentos estilísticos, el primero llamado Death by chocolate, el segundo Plastic love memory (recopilación de temas inéditos, remixes y tomas alternativas) y finalmente Best of De-Phazz: beyond lounge, compilación que contiene los mejores éxitos de los primeros tres álbumes de la banda.
En marzo de 2005 y bajo el título de Natural fake se edita el último álbum de la banda con la discográfica Universal.
Finalmente, en marzo de 2007, la banda edita "Days Of Twang" bajo su propio sello discográfico Phazz-a-delic.

## Banda
Músicos
Pit Baumgartner, guitarra, percusión y líder

Pat Appleton, voz

Karl Frierson, voz

Barbara Lahr, voz

Otto Engelhardt, trombón y piano

Bernd Windisch, bajo

Ralf Oehmichen, guitarra

Frank Spaniol, saxo

Flo Dauner, batería

## Discografía
- "Detunized Gravity" (Mole, 1997)
- "Godsdog" (Mole, 1999)
- "Death by Chocolate" (Universal, 2001)
- "Daily Lama" (Universal, 2002)
- "Plastic Love Memory" (Edel, 2002)
- “Natural fake” (Universal, 2005)
- “Days of twang” (Phazz-a-delic, 2007)
- "LaLa 2.0 (Phazz-a-delic, 2010)
- "Audio Elastique" (2012)
- "Naive" (2013)
- The Uppercut Collection (2013)
- Garage Pompeuse (2015)
- "Private" (2016)
- Private (2016)
- Prankster Bride (2016)
- Black White Mono (2018)
- De-Phazz & STÜBAphilharmonie - De Capo (2019)
- Music to Unpack your Christmas Present (2020)
- Jelly Banquet (2022)
- Pit Sounds (2024)